# エリック・スコドヴィン
エリック・スコドヴィン(Erik Skodvin)はノルウェーのアーティスト、作曲家。Xhaleの名でのアーチスト活動でも知られる。エレクトロニカ、IDMの曲をリリースしている。
また、オンラインで楽曲を配信やグラフィックデザインを請け負うレーベル、Miasmahを運営しており、MerckからリリースされているCDやレコードのジャケットをデザインを担当することもある。
イギリスのType Recordsからは友人であるオットー・トトランド(Otto Totland)とのデュオであるDeaf Center名義でもリリースをしており、前述のMiasmahではSolitaire Albreadという名義でもリリースを重ねている。